# Suvodol
Suvodol (en serbe cyrillique : Суводол) est un village de Serbie situé sur le territoire de la Ville de Smederevo, district de Podunavlje. Au recensement de 2011, il comptait 782 habitants.

## Démographie

### Évolution historique de la population
| 1948  | 1953  | 1961  | 1971 | 1981 | 1991 | 2002 | 2011 |
| ----- | ----- | ----- | ---- | ---- | ---- | ---- | ---- |
| 1 073 | 1 084 | 1 046 | 952  | 934  | 910  | 849  | 782  |

|  |